# Police (Cerkno, Szlovénia)
Police falu Szlovéniában, a Goriška statisztikai régióban. Közigazgatásilag Cerknóhoz tartozik. Lakosságának száma 17 fő.
A falu templomát Kisboldogasszony tiszteletére emelték és a Koperi egyházmegyéhez tartozik.

## Fordítás
- Ez a szócikk részben vagy egészben  a   Police, Cerkno című angol Wikipédia-szócikk ezen változatának fordításán alapul.  Az eredeti cikk szerkesztőit annak laptörténete sorolja fel. Ez a jelzés csupán a megfogalmazás eredetét és a szerzői jogokat jelzi, nem szolgál a cikkben szereplő információk forrásmegjelöléseként.